# Statua di Sant'Eufemia (Irsina)
La statua di Sant'Eufemia è una scultura in marmo policromo del Rinascimento, alta 1,72 m e conservata nella Concattedrale di Santa Maria Assunta ad Irsina, in provincia di Matera (Basilicata). 

## Storia e descrizione
Raffigura la martire Santa Eufemia con una mano nelle fauci del leone.  
Gli studiosi attribuiscono l'esecuzione dell'opera, unica esistente, ad Andrea Mantegna o a Pietro Lombardo, che avrebbe ricevuto la commissione da Roberto de Mabilia, rettore della chiesa di San Daniele a Padova e originario di Montepeloso; il Lombardo avrebbe tratto ispirazione dal dipinto Sant'Eufemia del 1454 di Mantegna, oggi conservato nel Museo nazionale di Capodimonte a Napoli.
La statua è stata esposta nel 2006 a Mantova e 2008 alla mostra di Parigi dedicate ad Andrea Mantegna.
La scultura è stata sottoposta a restauro conservativo e ad indagini per accertare l'esecutore dell'opera nel 2020.